# Murmur
Murmur és l'àlbum d'estudi de debut de la banda estatunidenca R.E.M.. Es va publicar el 12 d'abril de 1983 per I.R.S. Records. La crítica va destacar molt positivament el so poc usual de la banda.

## Producció
La banda va començar el procés d'enregistrament el desembre de 1982 amb la producció de Stephen Hague, que va substituir el seu anterior productor, Mitch Easter, perquè tenia més experiència. Hague va posar molt èmfasi en la perfecció tècnica, tot i que no era el que buscava R.E.M., i va completar diverses gravacions amb canvis sense comptar amb el permís de la banda. El desànim que va provocar en els membres de R.E.M. va desembocar en una queixa a la discogràfica i els van convèncer de tornar amb el seu anterior productor i Don Dixon. Junts van tornar a gravar les cançons als Reflection Studios de Charlotte durant el gener de 1983.
Aquest treball va representar el costat tranquil i introvertit de la primera onada de rock alternatiu als Estats Units. Aquest so era nou en aquell moment, tot i que no va superar les construccions de la música tradicional rock. Les guitarres i el baix tenen un timbre brillant mentre que les lletres obscures cantades de forma llunyana aporten misteri i profunditat en la música.
La portada presenta una imatge de gran quantitat d'herba kudzu davant de l'estructura d'un pont de caballets pertanyent a la línia de Georgia Railroad prop d'Athens. Amb el pas dels anys ha esdevingut un lloc icònic que ha superat diversos plans de demolició.
L'àlbum va debutar al lloc 36è de la llista estatunidenca. Malgrat la bona acollida per part de la crítica musical, a final d'any només havia venut unes 200.000 còpies, i no van superar les expectatives inicials. Finalment fou guardonat amb el disc d'or en superar les 500.000 unitats l'any 1991. Molts mitjans van destacar el potencial que mostrava la banda en aquest treball: intel·ligent, profund i enigmàtic. La revista Rolling Stone el va destacar com el millor àlbum de 1983, superant els mítics Thriller de Michael Jackson, Synchronicity de The Police o War d'U2. Al llarg dels anys ha estat inclòs en nombroses llistes de millors àlbums, ja sigui per l'època, pel gènere, per tractar-se d'un àlbum de debut, i fins i tot entre els millors treballs de tota la història de la música.

## Llista de cançons
Totes les cançons foren escrites i compostes per Bill Berry, Peter Buck, Mike Mills i Michael Stipe. 
| 1.            | «Radio Free Europe»      | 4:06  |
| 2.            | «Pilgrimage»             | 4:30  |
| 3.            | «Laughing»               | 3:57  |
| 4.            | «Talk About the Passion» | 3:23  |
| 5.            | «Moral Kiosk»            | 3:31  |
| 6.            | «Perfect Circle»         | 3:29  |
| Durada total: | Durada total:            | 22:56 |

| 1.            | «Catapult»                                                    | 3:55  |
| 2.            | «Sitting Still»                                               | 3:17  |
| 3.            | «9–9»                                                         | 3:03  |
| 4.            | «Shaking Through»                                             | 4:30  |
| 5.            | «We Walk»                                                     | 3:02  |
| 6.            | «West of the Fields» (Berry, Buck, Mills, Stipe i Neil Bogan) | 3:17  |
| Durada total: | Durada total:                                                 | 22:04 |

| 13.           | «There She Goes Again» (Lou Reed)                             | 2:48  |
| 14.           | «9–9» (directe a Boston, 13 de juliol de 1983)                | 3:04  |
| 15.           | «Gardening at Night» (directe a Boston, 13 de juliol de 1983) | 3:47  |
| 16.           | «Catapult» (directe a Seattle, 27 de juny de 1984)            | 4:03  |
| Durada total: | Durada total:                                                 | 13:42 |

| 1.            | «Laughing»                                               | 3:51  |
| 2.            | «Pilgrimage»                                             | 4:08  |
| 3.            | «There She Goes Again» (Reed)                            | 2:43  |
| 4.            | «Seven Chinese Brothers»                                 | 4:15  |
| 5.            | «Talk About the Passion»                                 | 3:02  |
| 6.            | «Sitting Still»                                          | 4:11  |
| 7.            | «Harborcoat»                                             | 3:45  |
| 8.            | «Catapult»                                               | 3:51  |
| 9.            | «Gardening at Night»                                     | 3:33  |
| 10.           | «9-9»                                                    | 3:16  |
| 11.           | «Just a Touch»                                           | 2:27  |
| 12.           | «West of the Fields» (Berry, Buck, Mills, Stipe i Bogan) | 3:06  |
| 13.           | «Radio Free Europe»                                      | 4:57  |
| 14.           | «We Walk»                                                | 2:55  |
| 15.           | «1,000,000»                                              | 3:05  |
| 16.           | «Carnival of Sorts (Box Cars)»                           | 3:58  |
| Durada total: | Durada total:                                            | 57:03 |

## Posició en llistes
| Llista          | Posició |
| --------------- | ------- |
| Billboard 200   | 36      |
| UK Albums Chart | 100     |

## Crèdits
R.E.M.
- Bill Berry – bateria, veus addicionals, percussió, baix, piano
- Peter Buck – guitarra elèctrica, guitarra acústica
- Mike Mills – baix, veus addicionals, piano, òrgan, guitarra acústica, vibràfon
- Michael Stipe – cantant

Producció
- Greg Calbi – masterització
- Don Dixon – co-productor, guitarra acústica, baix
- Mitch Easter – co-productor, guitarra acústica
- Carl Grasso – disseny artístic
- Ann Kinney – disseny artístic
- Sandra Lee Phipps – fotografia i disseny artístic